# Mi Amigo Invencible
Mi Amigo Invencible (también conocida como MAI) es una banda de indie rock argentina que nació en Mendoza en el año 2007. Está conformada por Mariano Di Césare (voz y guitarra), Nicolás Voloschin (voz y guitarra), Arturo Martín (batería), Leonardo Gudiño (percusión), Pablo Di Nardo (teclado) y Lucila Pivetta (bajo).
El sexto disco de la agrupación, La danza de los principiantes (2015), la consagró como una de las bandas más importantes de la escena independiente argentina. Dutsiland (2019), su séptimo disco, fue mezclado por John McEntire en San Francisco y nominado a Mejor Disco de Rock Alternativo en los Premios Gardel 2020. Su octavo disco, Isla de oro (2022), fue nominado a Mejor Álbum Grupo Pop en los Premios Gardel 2023.

## Influencias
El principal vocalista de la banda, Mariano di Césare, hablando sobre las influencias de la agrupación mencionó a las bandas The Clash, The Rolling Stones y Joy Division como algunas. Además, mencionó a los artistas británicos Nick Drake, Damon Albarn y Morrissey.

## Discografía

### Álbumes de estudio
- Guaper, la tenaza que corta el alambra del corral (2007)
- Guaper, corriendo a lo inmediato (2009)
- Las cuatro canciones del viaje (2010)
- Relatos de un incendio (2011)
- La nostalgia soundsystem (2013)
- La danza de los principiantes (2015)
- Dutsiland (2019)
- Isla de oro (2022)
- Arco y Flecha (2024)

### EPs
- 14 minutos de distancia (2012)
- Nuestra noche (2017)
- Ciencias naturales (2018)
- El mismo sol (2020)
- Nuestro mundo (2020)
- Mi Amigo Invencible en vivo Vol. 1 (2021)
- Mi Amigo Invencible en vivo Vol. 2 (2021)
- Mi Amigo Invencible en vivo Vol. 3 (2021)

### Sencillos
- Amo tu odio, odio tu amo (2014)
- Gato negro pasa (2015)
- Freelance (2020)
- Jardín secreto (2020)
- Suavemente entusiasmado (2020)
- Algo no ha terminado (2020)
- La araña (2022)
- Olímpica (2022)